# Telitokia
Telitokia (gr. thely — "samica", tok — "urodzić") — rodzaj partenogenezy, w której samice rodzą się z niezapłodnionych jaj. Ten rzadki rodzaj dzieworództwa zaobserwowano jedynie u 1500 gatunków zwierząt. Telitokia jest częstsza u bezkręgowców, np. u mechowców, ale zdarza się także u kręgowców, np. u jaszczurek z rodzaju Cnemidophorus.